# アニタ・チェルクェッティ

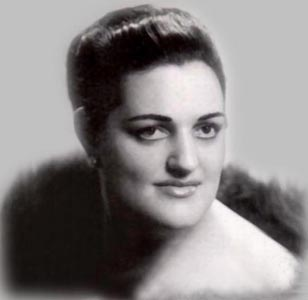

アニタ・チェルクェッティ（Anita Cerquetti、1931年4月13日 - 2014年10月11日）は、イタリアのソプラノ歌手。1950年代に活躍し、傑出した才能を持つ歌手と期待されたが、30歳で1961年に引退した。
チェルクェッティは、僅か10年足らずのキャリアしかなく、スタジオ録音もデッカ・レコードへの「ラ・ジョコンダ」とアリア集の2つしかないために、長らく「幻のソプラノ」とされていた。引退後は、その非凡な声楽能力が、ライヴ録音や放送録音を通じて、一部のオペラ・ファンに知られるに止まっていたが、1996年に、突如ヴェルナー・シュレーター監督の「愛の破片」に登場し、現役のソプラノ歌手（トゥルデリーゼ・シュミット）に稽古をつけたり、引退の理由などを語る場面が描かれた。

## キャリア
チェルクェッティは、イタリア中部のマルケ州のマチェラータ県にあるモンテコーザロに生まれた。当初は、ヴァイオリンを学んでいたが、知人の結婚式で歌っているのを聞いた、ナポリのサン・カルロ劇場のファゴット奏者の勧めで、声楽の道に進むことになった。ペルージャ音楽院で声楽を学び、1949年には、18歳でペルージャでのコンサートでデビューし、1951年には、スポレートでの「アイーダ」でオペラにもデビューした。20歳でプロのオペラ歌手としてキャリアをスタートさせることに、周囲は時期尚早と見ていたが、彼女自身は既に声楽的に成熟しており、何ら不安はないと考えていた。
当初は、マルケ州周辺の劇場に、活動の範囲は限られていたが、1953年にアレーナ・ディ・ヴェローナに「アイーダ」でデビューし、1955年には、シカゴ・リリック・オペラでの「仮面舞踏会」で、アメリカにもデビューするなど、数年の内にイタリアを代表するソプラノ歌手の1人として、国際的に活躍した。イタリア国内では、フィレンツェのテアトロ・コムナーレのプリマドンナとして、当時のイタリア国内でのスカラ座におけるマリア・カラス、サン・カルロ劇場のレナータ・テバルディと並び立つ存在とみなされた。1954年には、ルキノ・ヴィスコンティ監督の『夏の嵐』に、劇中劇の『イル・トロヴァトーレ』のレオノーラ役で参加している。
1958年1月2日のローマ歌劇場での「ノルマ」公演における、カラスの1幕でのキャンセル事件を受けて、同時期にサン・カルロ劇場で「ノルマ」を歌っていたチェルクェッティに代役の白羽の矢が立った。指揮者のマリオ・ロッシにお墨付きをもらい、次回公演となる1月4日に出演し、「救世主」としてセンセーショナルな成功を収めるが、これ以後、カラスへの激しいバッシングと裏表の、過剰な期待がチェルクェッティにかけられることとなる。同年6月にスカラ座にデビューする。異常な注目を集めた「ナブッコ」公演は大成功と伝えられるが、これ以降は急速にオペラの舞台から離れることとなる。1959年には、歌手活動は一切なく、翌1960年6月にスカラ座でのコンサートで復帰するが、9月にルッカでの「仮面舞踏会」、10月のオランダでの「ナブッコ」を最後に引退する。最後の「ナブッコ」は、放送用録音が残っているが、その声からは全盛期の輝きは失われていた。

## 評価
チェルクェッティは、その秀でた声楽能力により、理想的なヴェルディ歌手として評価されている。力みのない発声から繰り出される、低音から高音までむらのない豊麗な響きと、声楽的な制約から解放された自由な表現力が両立している。ヴェルディのソプラノの中でも最難役の1つである「シチリアの晩鐘」のエレーナ公女の録音（1955年）では、1幕の登場直後でのゆったりとしたテンポを満たす充実した響きは、発声の完成度が頂点に達していることを証明する。終幕の「ボレロ」は快速で歌われるが、鈍重とは無縁のスピード感でも、まったく声の響きの充実度が犠牲にならず、最高音までスムーズに声が出切っている。トリルの切れも申し分なく、技巧的にも極めて高いレベルにある。この録音だけでも、チェルクェッティが「幻のソプラノ」ではなく、真に傑出した歌手であることが明らかである。
「シチリアの晩鐘」以外では、フィレンツェでの「仮面舞踏会」のライヴ録音（1957年）が好調であるが、2つのスタジオ録音は、必ずしもチェルクェッティの真価を伝えていない。

## ディスコグラフィー
スタジオ録音
- ポンキエッリ： 歌劇「ラ・ジョコンダ」 （ガヴァッツェーニ指揮、フィレンツェ五月音楽祭管、デル・モナコ、バスティアニーニ、シミオナート、シエピ）　DECCA
- オペラ・アリア集： ヴェルディ、プッチーニ、ベッリーニ、スポンティーニ （ガヴァッツェーニ指揮、フィレンツェ五月音楽祭管） DECCA

放送録音
- ウェーバー： 歌劇「オベロン」イタリア語版 （グイ指揮、RAIミラノ管、ピッキ）
- ロッシーニ： 歌劇「モゼ」 （セラフィン指揮、RAIローマ管、ロッシ・レメーニ、タデイ、ラッザリ）
- ロッシーニ： 歌劇「ウィリアム・テル」イタリア語版 （ロッシ指揮、RAIミラノ管、フィッシャー・ディースカウ、イァイア）
- ヴェルディ： 歌劇「ナブッコ」 （ヴェルニッツィ指揮、オランダ放送響、ドンディ、トゥラーマ）
- ヴェルディ： 歌劇「シチリアの晩鐘」 （ロッシ指揮、RAIトリノ管、オルティカ、タリアブーエ、クリストフ）
- ヴェルディ： 歌劇「運命の力」 （サンツォーニョ指揮、RAIローマ管、ミランダ・フェッラーロ、プロッティ、シミオナート）
- オペラ・アリア集（Incontri Memorabili）： ヴェルディ、スポンティーニ（バジーレ指揮、RAIミラノ管）

ライヴ録音
- ベッリーニ： 歌劇「ノルマ」（サンティーニ指揮、ローマ歌劇場管、コレッリ、ピラッツィーニ）
- ケルビーニ： 歌劇「アベンセラージュ」イタリア語版 （ジュリーニ指揮、フィレンツェ五月音楽祭管、ミシアーノ、ロニー、ペトゥリ）
- ヴェルディ： 歌劇「エルナーニ」 （ミトロプーロス指揮、フィレンツェ五月音楽祭管、デル・モナコ、バスティアニーニ、クリストフ）
- ヴェルディ： 歌劇「仮面舞踏会」 （ティエーリ指揮、フィレンツェ五月音楽祭管、ポッジ、バスティアニーニ、スティニャーニ）
- ヴェルディ： 歌劇「ドン・カルロ」 （ヴォット指揮、フィレンツェ五月音楽祭管、ロ・フォレーゼ、シエピ、バスティアニーニ、バルビエーリ）
- ポンキエッリ： 歌劇「ラ・ジョコンダ」 （ティエーリ指揮、フィレンツェ五月音楽祭管、ポッジ、バスティアニーニ、スティニャーニ、モデスティ）

## 出演
- 『愛の破片』 Poussières d'amour - Abfallprodukte der Liebe （1996年） ドキュメンタリー